# Papilio homothoas
Papilio homothoas är en fjärilsart som beskrevs av Rothschild och Jordan 1906. Papilio homothoas ingår i släktet Papilio och familjen riddarfjärilar.
Artens utbredningsområde är Venezuela. Inga underarter finns listade i Catalogue of Life.